# 呪われた旅路
「呪われた旅路」（原題: "Voyage of the Damned"）は、イギリスのSFドラマ『ドクター・フー』のエピソード。2007年12月25日に BBC One で初放送されており、2005年に始動した新シリーズの3作目のクリスマススペシャルにあたる。本作では異星人のビジネスマンであるマックス・カプリコーンが自身を辞職させた自らの会社へ報復を目論む。彼はタイタニック号のレプリカ宇宙船を地球へ衝突させるコースに取り、取締役会に地球人虐殺の罪を被せようとする。
本作にはオーストラリアの歌手兼女優カイリー・ミノーグが1回限りのゲスト出演を果たし、ウェイトレスのアストリッド・ペスを演じた。エグゼクティブ・プロデューサー兼脚本家ラッセル・T・デイヴィスは彼女のキャスティングを「実に例外的なケースだ」と述べ、アストリッドのパートは特にミノーグのために執筆していた。本放送時には視聴者数1331万人を記録し、これは1979年の City of Death 以来『ドクター・フー』で最多であり、新シリーズ最多の座も維持している。イギリス国内における2007年のテレビ番組では2番目に視聴者が多く、本作を上回ったのは本作の直後に放送されたドラマ『イーストエンダーズ』のエピソードのみである。本作への批評は意見が割れており、脚本とミノーグの演技はいずれも称賛・批判された。

## 制作

### キャスティング

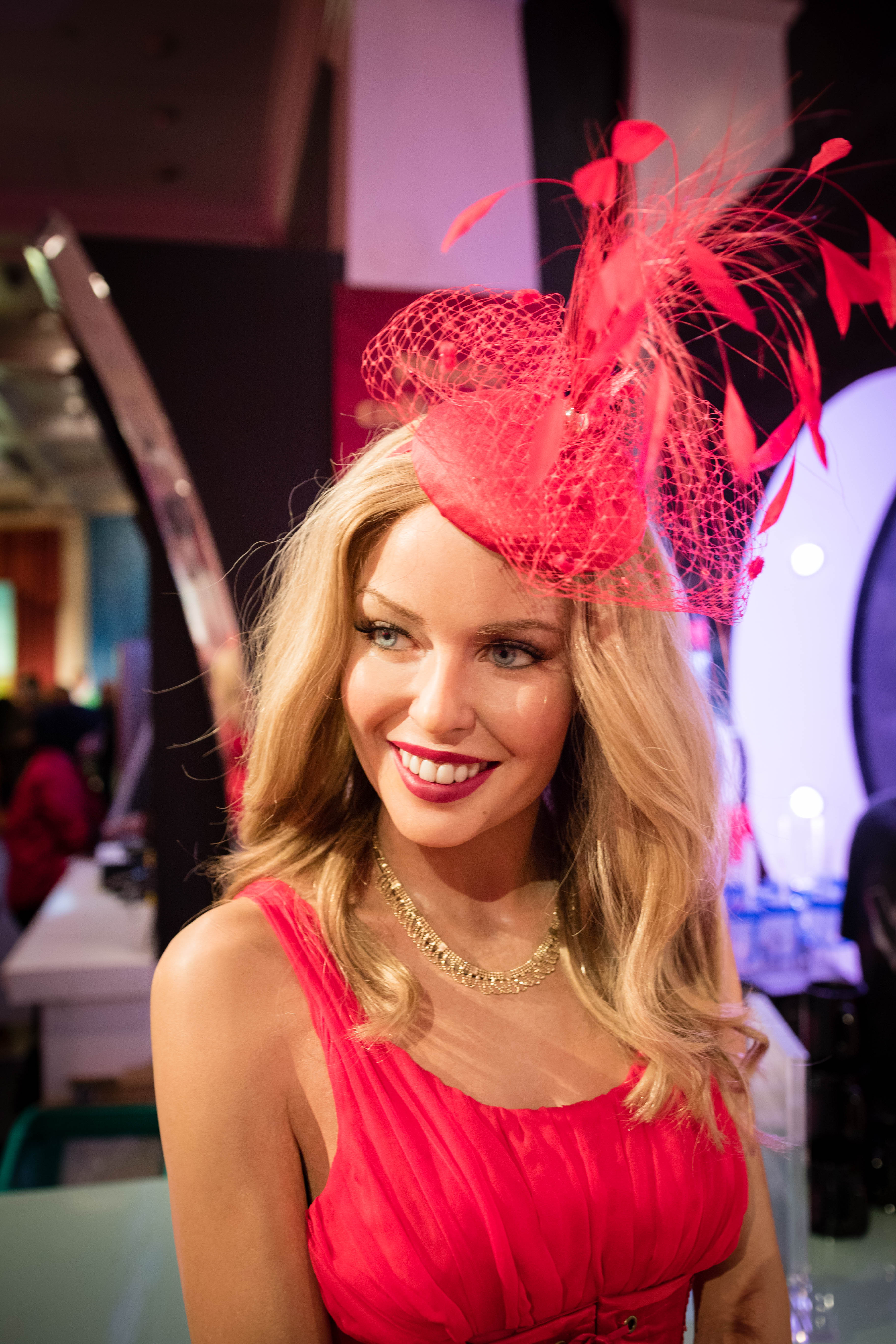
カイリー・ミノーグ

2007年3月の第3シリーズの記者会見にて、カイリー・ミノーグのクリエイティブ・ディレクターであるウィル・ベイカーが制作チームに彼女を番組に出演させる話を持ち掛けた。エグゼクティブ・プロデューサーのジュリー・ガードナーは、ミノーグのスケジュールが空いていればゲスト出演は可能であると答えた。ミノーグは2007年3月26日に正式に興味があることを伝え、後にドクターの1回限りのコンパニオンの役を与えられた。ミノーグの出演により、番組はマーサ・ジョーンズ（演:フリーマ・アジェマン）からペニーへコンパニオンを容易に交代させることだけでなく、著名なスターをクリスマススペシャルに出演させることが可能になった。なお、第4シリーズのコンパニオンとして意図されていたペニーは最終的にドナ・ノーブル（演:キャサリン・テイト）に置き換えられた。彼女のキャスティングは2007年4月にニュース・オブ・ザ・ワールド紙が最初に報じた。デイヴィスは当初この物語を却下したが、ベイカーとミノーグは彼女が番組に出演することを同時に確認した。彼女の役は2007年7月3日に公式に確定した。出演以前にもミノーグと『ドクター・フー』には関わりがあり、具体的には「テレビの中に住む女」でミノーグが実在の女性として言及されているほか、『ドクター・フー』のファンであるベイカーはミノーグのツアーにクラシックシリーズのモンスターを登場させている。『フィーヴァー』のツアーでは Raston Warriors (The Five Doctors) が、Showgirl のツアーではサイバーマンが登場した。

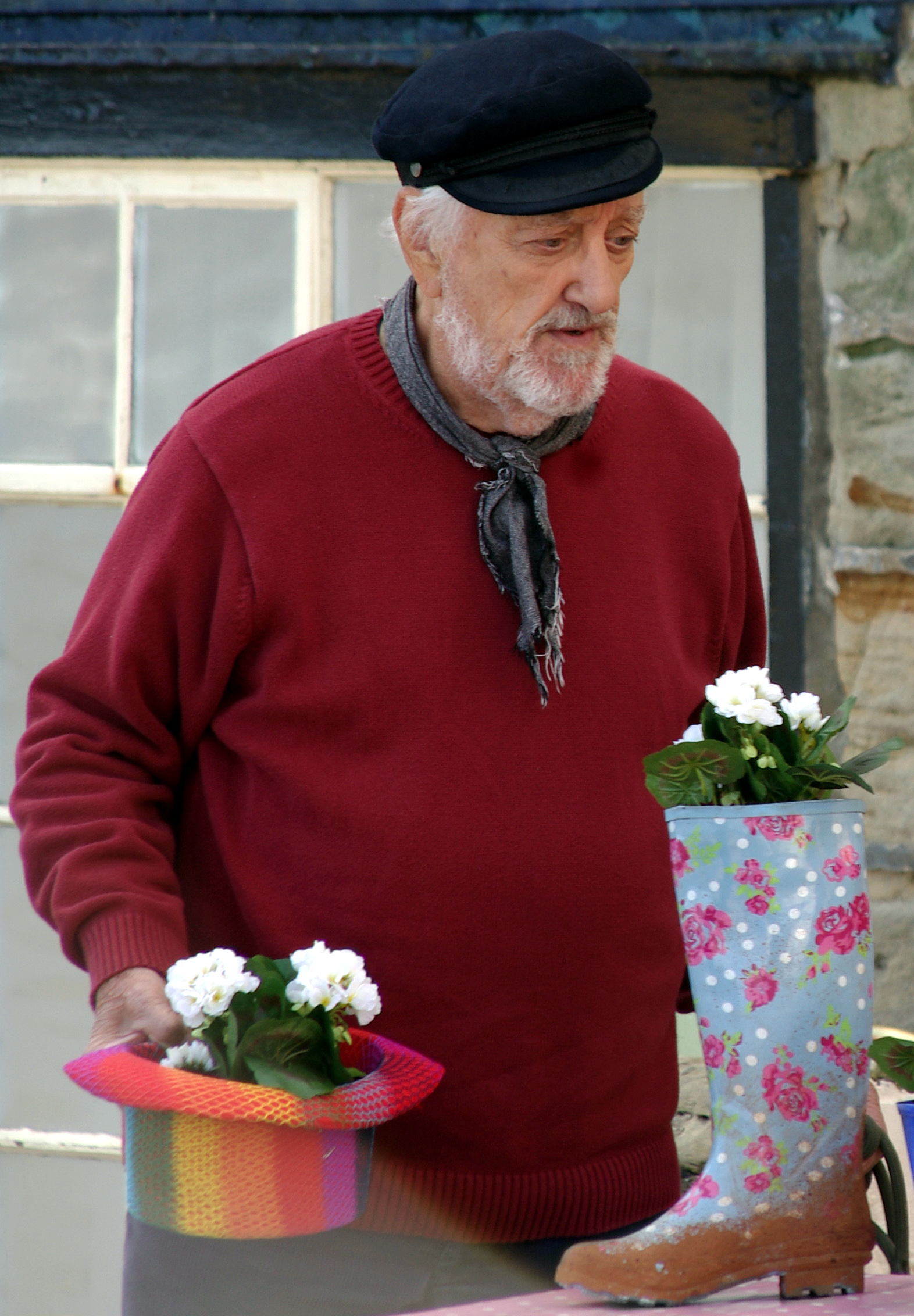
バーナード・クリビンス

コッパー博士役のクライヴ・スウィフトとハーデイカー船長役のジオフレイ・パルマーは以前にも『ドクター・フー』に出演した。スウィフトは Revelation of the Daleks（1985年）にジョベル役を、パルマーは Doctor Who and the Silurians（1970年）で Undersecretary Masters を、The Mutants（1972年）で管理者役を演じた。エリザベス2世の声を演じたジェシカ・マーティンは The Greatest Show in the Falaxy（1988 - 1989年）でマグスを演じた。さらに、ウィルフレッド・モット役のバーナード・クリビンスはピーター・カッシング主演の『ドクター・フー』劇場版第二作『地球侵略戦争2150』でトム・キャンプベル役を演じ、オーディオ Horror of Glam Rock でアーノルド・コーンズ役を演じた。ホストの声を担当したコリン・マクファーレーンは後に『秘密情報部トーチウッド チルドレン・オブ・アース』（2009年）でピアーズ将軍を演じ、『湖の底』（2015年）にて『ドクター・フー』でモーラン役を演じた。バナカファラタ役を演じたジミー・ヴィーは以前に「地球最後の日」と「UFO ロンドンに墜落」（いずれも2005年）で異星人を演じており、後に「時の終わり」（2009 - 2010年）と「校務員」（2014年）でも異星人役を演じた。

### ミノーグの衣装
ミノーグはデザイナーのルイス・ペイジとプリプロダクションの間に四度会って衣装について話し合っていた。ミノーグには合わないためペイジは長いドレスを却下し、代わりに彼女は1950年代の映画の案内嬢に似たシガレットガールのイメージを選んだ。シーンごととミノーグのスタント用に作られた衣装は5着で、それぞれの衣装の部位はミノーグの役を秘密にするため別々に製作された。撮影の後、ミノーグは衣装が過去1年間で着た中で最も快適だったとペイジに伝えた。

### 脚本
本作はミノーグがキャスティングされた後に主にラッセル・T・デイヴィスが脚本を執筆した。デイヴィスはミノーグに対する自身のピッチを大道芸と形容した。登場人物であるアストリッド・ペスはミノーグのために執筆された。後にデイヴィスは「ミノーグは実に例外的なケースだ」と主張した。熱意に満ちた俳優は役に合わないか辞退する可能性があるため、デイヴィスは特に俳優一人のために登場人物を描くことは危険な領域であると考えていた。エピソードの初期草案ではアストリッドは死亡しなかったが、ミノーグに彼女のミュージカルのキャリアに集中させるためにはアストリッドの死が必要不可欠である、とデイヴィスは考えた。カプリコーンとの戦いで絶壁から転落した彼女の死をデイヴィスは束の間であると表現した。彼はカプリコーンをモバイル生命体からサイバネティック生命体に変更し、アストリッドの攻撃を口論からフォークリフトに変更することで、戦いのシーンを激しいものにした。デイヴィスは変更後のシーンを「こんなにも美しいイメージ」と感じ、アストリッドの究極の犠牲をロマンチックなものにした
デイヴィスは本作を伝統的なパニック映画のフォーマットに基づかせた。彼は1972年の映画『ポセイドン・アドベンチャー』に大きく影響され、予算の問題で実現はしなかったものの、宇宙船の上下を逆転させる演出も考えていた。さらに登場人物のフーン・ヴァン・ホッフ（デビー・チェイゼン）は大きくベル・ローゼン（シェリー・ウィンタース）を下敷きにしている。デイヴィスは敵の要件に関する『ドクター・フー』のフォーマットから脱却もしており、今回のマックス・カプリコーンは保険金詐欺を目的に船の航行を妨害していた。デイヴィスはカンザス州の描写を1939年の映画『オズの魔法使』に基づいてスト (Sto) の類似物とした。
本作には番組の作中世界の外への言及も複数ある。本作は番組が44周年を迎える前日にあたる2007年11月22日に死去した『ドクター・フー』の創立プロデューサーであるバーティ・ランバートに捧げられており、マックスという言葉に誤作動を起こして詰まるホストは1980年代のバーチャルプレゼンターマックス・ヘッドルームを参照したもので、デイヴィスは『ドクター・フー』の他のエピソードへの言及も台本に挿入した。異星人に対する意識が高まっている社会の様子や、毎年クリスマスに襲撃されるロンドンの伝統を強調し、後者についてはちょっとしたジョークになったと語った。本作でドクターがキャッチフレーズの「アロンジー、アロンゾ」("allons-y Alonso") と発言して船のフレームを安定させると、「にぎやかな死体」に端を発するジョークが続いた。また、ホストは天使のテーマモチーフを継承している。天使は以前に「まばたきするな」の嘆きの天使や、「鳴り響くドラム」と「ラスト・オブ・タイムロード」でマスターが使用したアークエンジェルネットワークとして登場していた。デイヴィスはスティーヴン・モファットによる「まばたきするな」の脚本を読んだ際にアイディアの重複にがっかりしたが、ホストはロボットの執事という設定であるため嘆きの天使とは働きが異なる。

### 撮影
撮影は主に2007年7月9日から8月11日にかけて行われ、エンインを横断する間にホストに襲われるシーンが最初に撮影された。7月12日にデイヴィッド・テナントの母ヘレン・マクドナルドが癌に苦しみ始めたため、テナントが彼女の死や葬儀に立ち会えるよう撮影スケジュールは変更を受けた。彼女は7月15日に死去し、7月21日に埋葬された。テナントが不在の間に、タイタニック号の受付エリアのシーンがカーディフ湾のコール・エクスチェンジとスウォンジーのエクスチェンジで撮影された。受付でのテナントのシーンは7月16日と17日に撮影された。コール・エクスチェンジでのロケは7月18日に終了し、隕石とタイタニック号の衝突シーンがその日に撮影された。
撮影の日程の内1週間は主に吹き抜けと廊下や Deck 31（カプリコーンの避難所かつ司令センター。古い押し出し機械の大部分があり、"Thorn Drive"のパネルに対応する）のセットがあるポンティプールの DuPont サイトで行われた。Deck 31 のシーンは7月19日と20日に撮影され、ミノーグが免許を持っていなかったためボディ・ダブルであるダニエル・デ・コスタがフォークリフトを運転した。テナントの不在のため撮影はずれ込み、7月21日にゲストキャラクター、7月23日にテナントに焦点が当てられた。隕石衝突の余波は7月25日から27日に撮影された。
撮影はスウォンジーのエクスチェンジに戻り、2つのシーンが撮影された。7月28日はエピソードの終局が、7月20日にはオープニング前のシーンが撮影された。撮影の最も重要な日は7月31日で、一行がロンドンに到着するシーンが夜に撮影された。アストリッドの死のシーンをクロマキーのマットレスで隠した状態で、カーディフ市内の日没のタイミングでロンドンのシーンの撮影は始まった。安全上の懸念、特にミノーグの保護の観点から、2005年に新シリーズが始まって以来初となる道路の封鎖が行われた。
撮影は2007年8月の最初の2週で完了した。結末のシーンはカーディフ・ドックで8月1日に、ハーデイカー船長の死はアッパー・ボートで8月2日に、船のキッチンでのシーンは8月3日に、ブリッジのシーンは8月6日から8日にかけて撮影された。撮影の最終日は8月21日で、ロンドンとカーディフのブロードキャスティング・ハウスでBBCの記者ジェイソン・モハマドとニコラス・ウィッチェルがカメオ出演した。

### 音楽
作曲家マレイ・ゴールドと編曲者ベン・フォスターおよび歌手ヤミット・マモがタイタニック号のバンドとしてカメオ出演した。マモはソウルシンガーとして主に活動しており、友人から彼女のパフォーマンスを耳にしたゴールドが出演の話を持ち掛けると、無条件にその申し出を受諾した。彼女は『ドクター・フー』の第3シリーズサウンドトラックの "My Angel Put the Devil in Me" と "The Stowaway" を歌った。後者は本エピソード専用に作曲されたもので、2007年9月にロンドンのアソシエイテッド・インディペンデント・レコーディングのスタジオで録音された。この歌にはスタジオにいた全ての人間がバックボーカルとして参加した。"The Stowaway" は「クリスマスの侵略者」（"Song for Ten"）と「消えた花嫁」（"Love Don't Roam"）に続くクリスマス・ソングの伝統を継承している。この歌はアイルランドの伝統音楽の影響を受けており、デッキの下の陽気な感覚と報われぬ愛についての憂鬱な歌詞を対比している。オープニングテーマは新しいバージョンに代わり、これは新しいバスラインとドラムおよびピアノが奏でられる1980年代のピーター・ハウウェルのバージョンに近い。

## 放送
クリスマス当日の放送は1220万人が視聴し、最終視聴者数は1331万人、ピーク時には1380万人に達した。これは2007年に放送された全てのイギリスのテレビ番組の中で2番目に視聴者が多かったこととなる。1位はBBCの昼ドラ『イーストエンダーズ』で、視聴者数は1390万人であった。「呪われた旅路」の視聴者数は新シリーズでの最高記録であり、以前に記録を打ち立てた「マネキンウォーズ」を上回った。また、『ドクター・フー』全体でも1979年の "City of Death" 特にその最終エピソード以来の数字である。本作の評価指数は86 ("excellent") を記録し、これはドラマ番組の平均値である77を超えているばかりか、クリスマスに放送された地上波のテレビ番組では最高値であった。本作は高精細度ビデオ (HD) では撮影されなかったものの、BBCは本作を BBC One HD で2010年12月29日に放送し、番組をドルビーサラウンドの音と共に高精細度ビデオにアップグレードした。標準解像度で撮影されて高精細度でテレビ放送された『ドクター・フー』のエピソードとしては本作が初めてであり、標準解像度から高精細度へ変換されたエピソード全てで見ても2番目である。なお、その場合の最初のエピソードは完全版スペシャルボックスセットでブルーレイディスクが発売された2008年クリスマススペシャル「もうひとりのドクター」が該当する。
カナダではスペースで2010年4月に放送された。日本では2012年3月24日に LaLa TV で放送された。また、ニコニコ動画上のBBCチャンネルでは2013年2月3日からニコニコ生放送で本作が上映された。

### DVDの発売
本作は2008年3月にDVDが初めて発売された。「クリスマスの侵略者」から「最後のクリスマス」までのクリスマススペシャル10作は後にDoctor Who – The 10 Christmas Specials という名前のボックスセットで2015年10月19日に発売された。

## 批評とレビュー

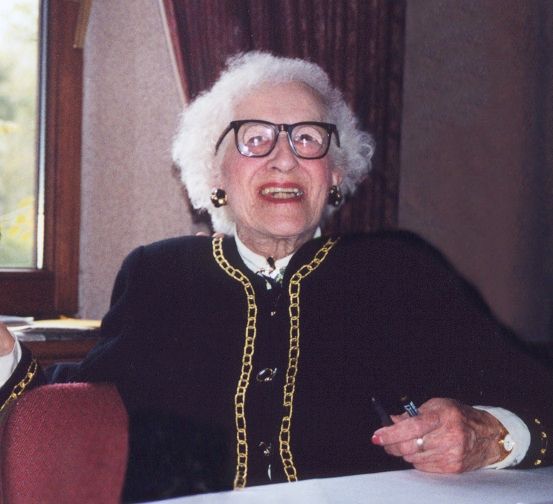
ミルヴィナ・ディーン

1912年のタイタニック号沈没事故の最後の生存者であったミルヴィナ・ディーンは本作を批判しており、「このような悲劇を娯楽にするのは無礼だ」と主張した。利益団体 Christian Voice はドクターがメシアのような扱われ方をすることが不適切であると考え、ドクターがロボットの天使と共に上昇するシーンが宗教的であるとして罪を示した。しかし2008年4月には、同じシーンを使って復活・償還・悪のテーマを若者に示すことが牧師に奨励された。
テレビおよびラジオのウェブログの試写会をレビューしたギャレス・マクレーンは、本作が災害映画のテンプレートを使っていることを評価し、全体の結末も気に入って「大部分のパートで『呪われた旅路』は素晴らしいものだ」とコメントした。彼の見解では、カイリー・ミノーグの空虚で面白みのない演技が本作の主な欠陥であった。デイリー・テレグラフのジェームズ・ウォルトンは本作に肯定的で、「ワイルドなイマジネーションと作家としての注意深い計算の勝利の混合物」と言って纏めた。オブザーバー紙のアレックス・クラークは本作には死者が多いとコメントした一方で、まだエピソードは図々しい戯言とうっかりした作り事のオアシスであると考えた。The Stage のハリー・ヴェニングは「『ドクター・フー』の申し分のない高い水準によく応えた」と述べて肯定的なレビューを締めくくった。Doctor Who Magazine は本作での死者のうち2人を番組の歴史における犠牲ベスト100にランクインさせた。バナカファラタの死はドクター一行を守るための自己犠牲であり、"top 20 tearjerkers" のカテゴリに位置付けられた。アストリッドの死は"『ドクター・フー』史上最高の死" ("Doctor Who's all-time greatest death scene") の称号を与えられて「私たちのすべての主要なカテゴリー（陰惨・怖ろしい・自己犠牲・涙ぐましい・驚くべき）のボックスにチェックマークがつく」「彼女の死で本当にガラスの目も泣くだろう」とコメントされた。
タイムズ紙のティム・ティーマンは本作に否定的で、「終わりのない派手さとCGIの誤魔化しにも拘わらず退屈だった」と主張した。デイリー・ミラー紙は「本作には素晴らしいサイケデリックなピンク・フロイド風のイメージと、きちんとしたジョークがある」とコメントしたが、「大半が矢継ぎ早のハイテクな追走劇でできたプロットは滅茶苦茶で、騒音と虚勢に終わった」と嘆き悲しんだ。